# ロバート・グレヴィル (第2代ブルック男爵)

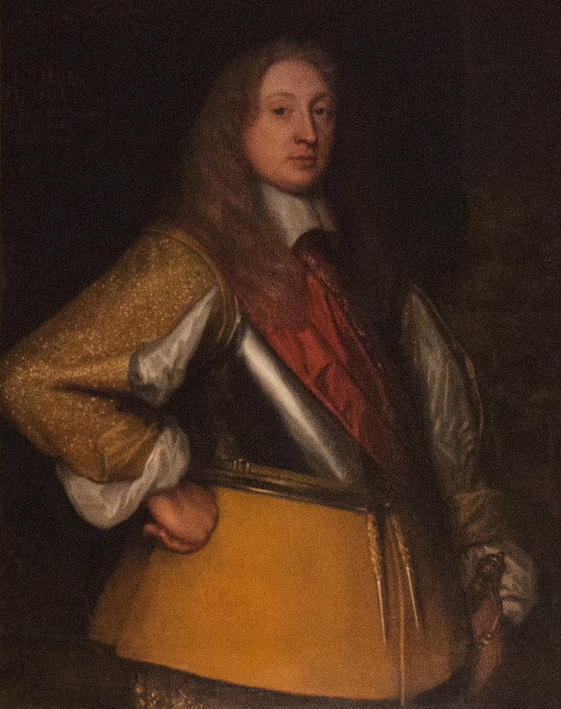
第2代ブルック男爵ロバート・グレヴィル

第2代ブルック男爵ロバート・グレヴィル（英：Robert Greville, 2nd Baron Brooke, 1607年5月 - 1643年3月2日）は、清教徒革命（イングランド内戦）期のイングランドの貴族、軍人、政治家。ピューリタン貴族であり、内戦前から政府の宗教政策を批判、内戦では議会派に入り王党派と交戦した。

## 生涯
従兄の初代ブルック男爵ファルク・グレヴィルに養子に迎えられ、イングランド王チャールズ1世に仕えた。しかし同じピューリタン貴族のウォリック伯ロバート・リッチ、セイ＝シール子爵ウィリアム・ファインズや、ピューリタン・ジェントリのジョン・ピム、オリバー・シンジョンらが属するプロヴィデンス島会社の設立に加わり、セイ＝シール子爵と共同でコネチカット植民事業（セイブルック計画）に着手、友人や部下の軍人をプロビデンシア島（プロヴィデンス島）へ派遣して島の作物栽培や軍事支配に関わっている。
また1638年にジョン・ハムデンとシンジョンが関与した船舶税反対運動にも加担したり、1642年3月にバプテスト信者ウィリアム・キッフィンの巡回裁判に介入して投獄されていたキッフィンを釈放、逆に判事をロンドン塔投獄に追いやるなど、反国王派として活動した。長期議会では貴族院議員として出席したが、セイ＝シール子爵共々急進的議員としてエドワード・ハイド（後のクラレンドン伯爵）にマークされていた。監督制に批判的で主教の政治からの排除（政教分離原則）を唱えた一方、世襲貴族こそ政治を任せる立場に相応しいと主張、国王について政治的責任を問わない、イングランド国教会自体も否定しないなど保守主義も散見されている。
1642年8月に第一次イングランド内戦が始まると連隊を集め、歩兵隊を率いて志願して来たジョン・リルバーンを配下に加え、10月23日のエッジヒルの戦い、11月12日のブレントフォードの戦いで王党派と戦った。12月31日にウォリックシャーとスタッフォードシャー連合の司令官に就任、翌1643年に王党派が守るリッチフィールドを占領、次いで王党派が立て籠もるリッチフィールド大聖堂を落としたが、3月2日、戦闘の最中に大聖堂から放たれた銃弾で頭を撃ち抜かれ射殺された。ブルック男爵の戦死から2日後の3月4日に王党派は降伏したが、イングランド中部（ミッドランド）に軍事的空白が生じたため急遽議会はグロビーのグレイ卿トマス・グレイをミッドランド司令官に任命、続いて東部連合司令官マンチェスター伯爵エドワード・モンタギューをグレイ卿に代わるミッドランド司令官に任じ、マンチェスター伯は部下のオリバー・クロムウェルと共にミッドランドと東部の安全確保に奔走した。

## 子女
ベッドフォード伯爵フランシス・ラッセルの娘キャサリンと結婚、5人の息子を儲けた。ブルック男爵の死後は3人の息子フランシス・グレヴィル、ロバート・グレヴィル、ファルク・グレヴィルがそれぞれ爵位を継承した。